# Braziliaanse real
De Braziliaanse real (Portugees: Real brasileiro, meervoud historisch: réis, tegenwoordig: reais) is de munteenheid van Brazilië. Eén real is honderd centavo.
De naam real verwijst naar koninklijk en komt uit het Portugees.
Munten in circulatie: 5, 10, 25, 50 centavo en 1 real. De munten worden geslagen door de Casa da Moeda do Brasil. Het papiergeld is beschikbaar in 2, 5, 10, 20, 50, 100 en 200 real.

## Geschiedenis
De eerste munteenheid die in Brazilië werd gevoerd was vanaf 1624 de gulden, tijdens de bezetting van Brazilië door Nederland. De real (meervoud: réis) (BRD) werd vanaf 1654 als munteenheid gevoerd en zelfs nog door de Nederlanders gedrukt en werd ook de eerst echte Braziliaanse munteenheid in 1690.
Door inflatie werd per 1846 de mil-réis (BRM) ingevoerd. Mil-réis betekent duizend real. De mil-réis werd vervangen door de cruzeiro in 1942 in een verhouding van 1:1, hoewel de mil-réis nog tot 1955 werd gebruikt.
Achtereenvolgens werden door de hoge inflatie, en zelfs hyperinflatie, telkens nieuwe munten geïntroduceerd. In 1967 kwam de nieuwe cruzeiro (BRB) met een omruilverhouding van 1000:1, daarna in 1986 de cruzado (BRC) met 1000:1, in 1989 de nieuwe cruzado (BRN) met 1000:1, in 1990 de cruzeiro (BRE) met 1:1, in 1993 de cruzeiro real (BRR) met 1000:1 en uiteindelijk in 1994 met de real (BRL/986) met een verhouding van 2750:1. Sindsdien is het Brazilië relatief goed gelukt de inflatie in toom te houden en de munteenheid te stabiliseren.
Vanaf eind 2010 heeft de Braziliaanse overheid nieuwe bankbiljetten in omloop gebracht, deze zijn iets groter dan de bestaande biljetten en zijn beter beveiligd, het biljet van 1 real is al geruime tijd niet meer in omloop en derhalve ook niet meer in de nieuwe serie bankbiljetten opgenomen.

## Wisselkoers
De munt is per 1994 ook gekoppeld aan de Amerikaanse dollar, hoewel deze koppeling stapsgewijs werd herzien (gedevalueerd) in de loop van de tijd.
Vanaf 1999 heeft de centrale bank de vaste wisselkoers losgelaten. De zwevende wisselkoers heeft sindsdien belangrijke veranderingen laten zien, maar in het algemeen is er sprake van een trendmatige depreciatie van de munt. Tussen 2004 en 2007 werd deze daling tijdelijk gekeerd, maar na het uitbreken van de kredietcrisis zijn de fluctuaties groter geworden al is de trendmatige waardevermindering niet gekeerd.
| Jaar | Gemiddeld | Jaareinde |
| ---- | --------- | --------- |
| 2009 | 1,99      | 1,74      |
| 2010 | 1,76      | 1,67      |
| 2011 | 1,67      | 1,88      |
| 2012 | 1,96      | 2,04      |
| 2013 | 2,16      | 2,34      |
| 2014 | 2,35      | 2,66      |
| 2015 | 3,34      | 3,90      |
| 2016 | 3,49      | 3,26      |
| 2017 | 3,19      | 3,31      |
| 2018 | 3,66      | 3,87      |
| 2019 | 3,95      | 4,03      |

## Bankbiljetten

### Eerste generatie (1994-2013)
| Voorkant | Achterkant | Waarde    | Omschrijving | Circulatie |
| -------- | ---------- | --------- | --- | ---------- |
|          |            | 1 real    | Voor: Efígie da República, geïnterpreteerd als een beeldhouwwerk. Achter: Kolibri (Amazilia lactea) Afmetingen: 140 x 65 mm. | 1994-2005  |
|          |            | 2 reais   | Voor: Efígie da República, geïnterpreteerd als een beeldhouwwerk. Achter: Karetschildpad Afmetingen: 140 x 65 mm.            | 2001-2013  |
|          |            | 5 reais   | Voor: Efígie da República, geïnterpreteerd als een beeldhouwwerk. Achter: Reiger (Ardeidae) Afmetingen: 140 x 65 mm.         | 1994-2013  |
|          |            | 10 reais  | Voor: Efígie da República, geïnterpreteerd als een beeldhouwwerk. Achter: Ara Afmetingen: 140 x 65 mm.                       | 1994-2012  |
|          |            | 20 reais  | Voor: Efígie da República, geïnterpreteerd als een beeldhouwwerk. Achter: Gouden leeuwaapje Afmetingen: 140 x 65 mm.         | 2002-2012  |
|          |            | 50 reais  | Voor: Efígie da República, geïnterpreteerd als een beeldhouwwerk. Achter: Jaguar Afmetingen: 140 x 65 mm.                    | 1994-2010  |
|          |            | 100 reais | Voor: Efígie da República, geïnterpreteerd als een beeldhouwwerk. Achter: Tandbaars Afmetingen: 140 x 65 mm.                 | 1994-2010  |

### Tweede generatie (2010-heden)
| Voorkant | Achterkant | Waarde    | Omschrijving | Circulatie |
| -------- | ---------- | --------- | --- | ---------- |
|          |            | 2 reais   | Voor: Efígie da República, geïnterpreteerd als een beeldhouwwerk. Achter: Karetschildpad Afmetingen: 121 x 65 mm.     | Sinds 2013 |
|          |            | 5 reais   | Voor: Efígie da República, geïnterpreteerd als een beeldhouwwerk. Achter: Grote zilverreiger Afmetingen: 128 x 65 mm. | Sinds 2013 |
|          |            | 10 reais  | Voor: Efígie da República, geïnterpreteerd als een beeldhouwwerk. Achter: Groenvleugelara Afmetingen: 135 x 65 mm.    | Sinds 2012 |
|          |            | 20 reais  | Voor: Efígie da República, geïnterpreteerd als een beeldhouwwerk. Achter: Gouden leeuwaapje Afmetingen: 142 x 65 mm.  | Sinds 2012 |
|          |            | 50 reais  | Voor: Efígie da República, geïnterpreteerd als een beeldhouwwerk. Achter: Jaguar Afmetingen: 149 x 70 mm.             | Sinds 2010 |
|          |            | 100 reais | Voor: Efígie da República, geïnterpreteerd als een beeldhouwwerk. Achter: Bruine tandbaars Afmetingen: 156 x 70 mm.   | Sinds 2010 |
|          |            | 200 reais | Voor: Efígie da República, geïnterpreteerd als een beeldhouwwerk. Achter: Manenwolf Afmetingen: 142 x 65 mm.          | Sinds 2020 |

## Munten

### Eerste generatie
| Kop | Munt        | Waarde | Omschrijving |
| --- | ----------- | --- | --- |
|     |             | 1 centavo | Metaal: roestvrij staal (gladde rand). Voorzijde: Rechts de representatieve beeltenis van de Republiek, geflankeerd door een gestileerde voorstelling van een lauriertak. Onderaan het opschrift "BRASIL". Achterzijde: Inscriptie die de waarde aangeeft, geflankeerd door lauriertakken. Hieronder het woord "CENTAVO" en de cijfers die overeenkomen met het jaar van slaan. Opmerking: De munt van één cent werd in december 2004 niet meer vervaardigd door de Braziliaanse Munt |
|     | 5 centavos  | Metaal: roestvrij staal (gladde rand). Voorzijde: Rechts de representatieve beeltenis van de Republiek, geflankeerd door een gestileerde voorstelling van een lauriertak. Onderaan het opschrift "BRASIL". Achterzijde: Inscriptie die de waarde aangeeft, geflankeerd door lauriertakken. Hieronder het woord "CENTAVOS" en de cijfers die overeenkomen met het jaar van slaan.                                                                                      | |
|     | 10 centavos | Metaal: roestvrij staal (gladde rand). Voorzijde: Rechts de representatieve beeltenis van de Republiek, geflankeerd door een gestileerde voorstelling van een lauriertak. Onderaan het opschrift "BRASIL". Achterzijde: Inscriptie die de waarde aangeeft, geflankeerd door lauriertakken. Hieronder het woord "CENTAVOS" en de cijfers die overeenkomen met het jaar van slaan. Opmerking: Er is een herdenkingseditie van de 50e verjaardag van FAO voor deze munt. | |
|     |             | 25 centavos | Metaal: roestvrij staal (gladde rand). Voorzijde: In het midden de representatieve beeltenis van de Republiek, geflankeerd door de inscriptie "BRASIL". Onderaan de cijfers die overeenkomen met het jaar van slaan. Achterzijde: Bochtige lijnen op de achtergrond markeren het teken dat overeenkomt met de nominale waarde, gevolgd door het teken "CENTAVOS". Opmerking: Er is een herdenkingseditie van de 50e verjaardag van FAO voor deze munt.                                |
|     |             | 50 centavos | Metaal: roestvrij staal (gladde rand). Voorzijde: Rechts de representatieve beeltenis van de Republiek, geflankeerd door een gestileerde voorstelling van een lauriertak. Onderaan het opschrift "BRASIL". Achterzijde: Inscriptie die de waarde aangeeft, geflankeerd door lauriertakken. Hieronder het woord "CENTAVOS" en de cijfers die overeenkomen met het jaar van slaan. |
|     | 1 real      | Metaal: roestvrij staal (gladde rand). Voorzijde: Rechts de representatieve beeltenis van de Republiek, geflankeerd door een gestileerde voorstelling van een lauriertak. Onderaan het opschrift "BRASIL". Achterzijde: Inscriptie die de waarde aangeeft, geflankeerd door lauriertakken. Hieronder het woord "REAL" en de cijfers die overeenkomen met het jaar van slaan. Opmerking: Deze munt is op 23 december 2003 uit de circulatie gegaan.                    | |

### Tweede generatie
| Kop | Munt | Waarde      | Omschrijving |
| --- | ---- | ----------- | --- |
|     |      | 1 centavo   | Metaal: Verkoperd staal (gladde rand). Voorzijde: Pedro Álvares Cabral, Portugese zeevaarder verantwoordelijk voor de ontdekking van Brazilië, en een Portugese karveel. Met linksboven het opschrift "BRASIL". Achterzijde: Inscriptie die de waarde aangeeft op een patroon van diagonale strepen. Hieronder het woord "CENTAVO" en de cijfers die overeenkomen met het jaar van slaan. Rechts een halve globe met band en de vijf sterren van het Zuiderkruis. Opmerking: de munt van één cent werd in december 2004 niet meer geproduceerd door de Braziliaanse Munt.              |
|     |      | 5 centavos  | Metaal: Verkoperd staal (gladde rand). Voorzijde: Tiradentes, driehoek die de vlag vertegenwoordigt van de beweging die bekend zou worden als Inconfidência Mineira, de huidige vlag van de staat Minas Gerais. Met linksboven het opschrift "BRASIL". Achterzijde: Inscriptie die de waarde aangeeft op een patroon van diagonale strepen. Hieronder het woord "CENTAVOS" en de cijfers die overeenkomen met het jaar van slaan. Rechts een halve globe met band en de vijf sterren van het Zuiderkruis.                                                                              |
|     |      | 10 centavos | Metaal: Bronsgecoat staal (gekartelde rand). Voorzijde: keizer Dom Peter I reproduceert het historische feit van de Grito do Ipiranga, het officiële moment van de Braziliaanse onafhankelijkheid, gebaseerd op het schilderij van Pedro Américo. Met linksboven het opschrift "BRASIL". Achterzijde: Inscriptie die de waarde aangeeft op een patroon van diagonale strepen. Hieronder het woord "CENTAVOS" en de cijfers die overeenkomen met het jaar van slaan. Rechts een halve globe met band en de vijf sterren van het Zuiderkruis.                                            |
|     |      | 25 centavos | Metaal: Bronsgecoat staal (gekartelde rand). Voorzijde: maarschalk Deodoro da Fonseca, 1e president van Brazilië, en met op de achtergrond het nationale wapen van de Federatieve Republiek Brazilië. Met linksboven het opschrift "BRASIL". Achterzijde: Inscriptie die de waarde aangeeft op een patroon van diagonale strepen. Hieronder het woord "CENTAVOS" en de cijfers die overeenkomen met het jaar van slaan. Rechts een halve globe met band en de vijf sterren van het Zuiderkruis.                                                                                        |
|     |      | 50 centavos | Metaal: 1998-2001: kopernikkel; vanaf 2002: roestvrij staal, beide met opschrift op de rand "ORDEM E PROGRESSO". Voorzijde: Baron van Rio Branco, diplomaat verantwoordelijk voor het definiëren van de grenzen van Brazilië, en allegorie die zijn prestatie vertegenwoordigt. Met linksboven het opschrift "BRASIL". Achterzijde: Inscriptie die de waarde aangeeft op een patroon van diagonale strepen. Hieronder het woord "CENTAVOS" en de cijfers die overeenkomen met het jaar van slaan. Rechts een halve globe met band en de vijf sterren van het Zuiderkruis.              |
|     |      | 1 real      | Metaal: 1998-2001: kopernikkel (kern) en alpaca (ring); 2002–: roestvrij staal (kern) en bronsgecoat staal (ring), beide met onderbroken karteling op de rand. Voorzijde: Efígie da República als beeldhouwwerk met op de ring een lauriertak en Marajoara-patroon. Onder het opschrift "BRASIL". Achterzijde: Inscriptie die de waarde aangeeft op een patroon van diagonale strepen. Hieronder het woord "REAL" en de cijfers die overeenkomen met het jaar van slaan. Rechts een halve globe met band en de vijf sterren van het Zuiderkruis. Met op de ring het Marajoara-patroon. |